# Andreas Riegler
Andreas Riegler (* 1820; † im 19. Jahrhundert) war ein österreichischer Jurist und Politiker. 
Riegler war katholischer Konfession und studierte Rechtswissenschaften. Er war Justitiar in Mährisch-Budwitz.
Vom 28. Oktober 1848 (für Eduard Ulrich) bis zum 19. April 1849 vertrat er den Wahlkreis Mähren (Znaim, Znaim 2.) in der Frankfurter Nationalversammlung. Er blieb fraktionslos und stimmte überwiegend mit dem Rechten Zentrum. Er gehörte zu den Abgeordneten, die gegen die Wahl Friedrich Wilhelms IV. zum Kaiser der Deutschen stimmten.